# Péter Vay
El conde Pedro Vay de Vaja y Luskod (Gyón, Dabas, 26 de septiembre de 1863 - Asís, 28 de febrero de 1948) fue un escritor, prelado y misionero católico húngaro.

## Biografía
Nació en el seno de una antigua familia húngara de rancio abolengo, los Vay de Vaja y Luskod. Su padre Lázlo Vay de Vaja (1823-1885) participó en la Revolución húngara de 1848 y fue oberhofmeister del archiduque José, palatino de Hungría.
En 1891 ingresó en la prestigiosa Pontificia Universidad Gregoriana. Allí permanecería hasta 1898. El 16 de junio de ese año fue ordenado sacerdote en la archidiócesis del Esterzgom.
Fue elegido por León XIII para representarle en las celebraciones del Jubileo de Diamante de la reina Victoria.
Desde 1899 a 1914, por encargo de la Santa Sede, viajó por el mundo ejerciendo de misionero. Visitó distintos lugares:
- Estados Unidos (1899)
- África (1900)
- Oriente Medio, India y el Tíbet (1901)
- Rusia (1902)
- Sudamérica y América Central (1904-1905)
- América, Corea y Japón (1907)
- Lejano Oriente (1913-1914)

También aparecía en la alta sociedad de ciudades como París o Madrid.
Durante su estancia en Madrid fue recibido por la reina María Cristina en varias ocasiones.
En su viaje a Japón fue encargado de comprar objetos de arte japoneses para el museo de Bellas Artes de Budapest. Esta colección sería conocida como la Colección Vay.
Como misionero se destacó junto con los emigrantes húngaros que llevaban a los Estados Unidos. En este sentido realizó varios viajes de Rijeka a Nueva York.
Escribió distintos libros en que relataba tanto sus viajes como su experiencia misionera.
En 1908 sería nombrado abad de la abad mitrado de San Martín en la diócesis de Vác, en el reino de Hungría, entonces parte del Imperio austrohúngaro.
En 1916, en medio de la Primera Guerra Mundial, estableció un orfanato de guerra en su casa familiar de Gyón. En 1917 sería nombrado obispo titular de Ububi (Skopje).
Hacia 1924 se mudó a la ciudad italiana de Asís, viviendo retirado en un monasterio. En esta ciudad moriría en 1942.

## Iconografía
El artista húngaro Philip de László, que retrató a gran parte de alta sociedad europea de la época, pinto tres retratos de Péter Vay, en 1904, 1906 y 1935.

## Órdenes
- Comendador de número de la orden de Carlos III.[5] (Reino de España)

### Individuales
1. ↑  Fajcsák, Györgyi (2003). «The historiography of Chinese art in Hungary». Acta Orientalia Academiae Scientiarum Hungaricae (en inglés) (Akadémiai Kiadó) 56 (2/4). doi:10.1556/aorient.56.2003.2-4.21. (requiere suscripción).
2. 1 2  «Vay de Vaja et Luskod, Monsignor Count Péter (1935)». The de Laszlo Archive Trust (en inglés).
3. ↑  «Vay de Vaja et Luskod, Monsignor Count Péter (1904)». The de Laszlo Archive Trust (en inglés).
4. ↑  «Vay de Vaja et Luskod, Monsignor Count Péter (1906)». The de Laszlo Archive Trust (en inglés).
5. ↑  «Capilla pública en palacio». La Época (21.384) (Madrid). 5 de mayo de 1910. p. 1.